# 趙善湘
趙善湘（？年—1242年）字清臣，明州鄞（今浙江寧波）人。
濮安懿王五世孫。生年不詳，於《易》學用力至深，恩補保義郎。宋寧宗慶元二年（1196年）進士，轉秉義郎。開禧元年，添差通判婺州。嘉定元年，判無為軍兼淮南轉運判官。官至資政殿大學士，封文水郡公。贈少師。
平定李全之亂時自認有功，想晉身成為宰執，但被親家史彌遠告誡其敏感的宗室身分勸退。著有《洪範統一》，久佚，朱彝尊《經義考》注曰“未見”，今從《永樂大典》繕錄一卷。有子趙汝楳。

## 延伸阅读
[在维基数据编辑]
 《宋史·卷413》，出自脱脱《宋史》